# Wightwick Manor

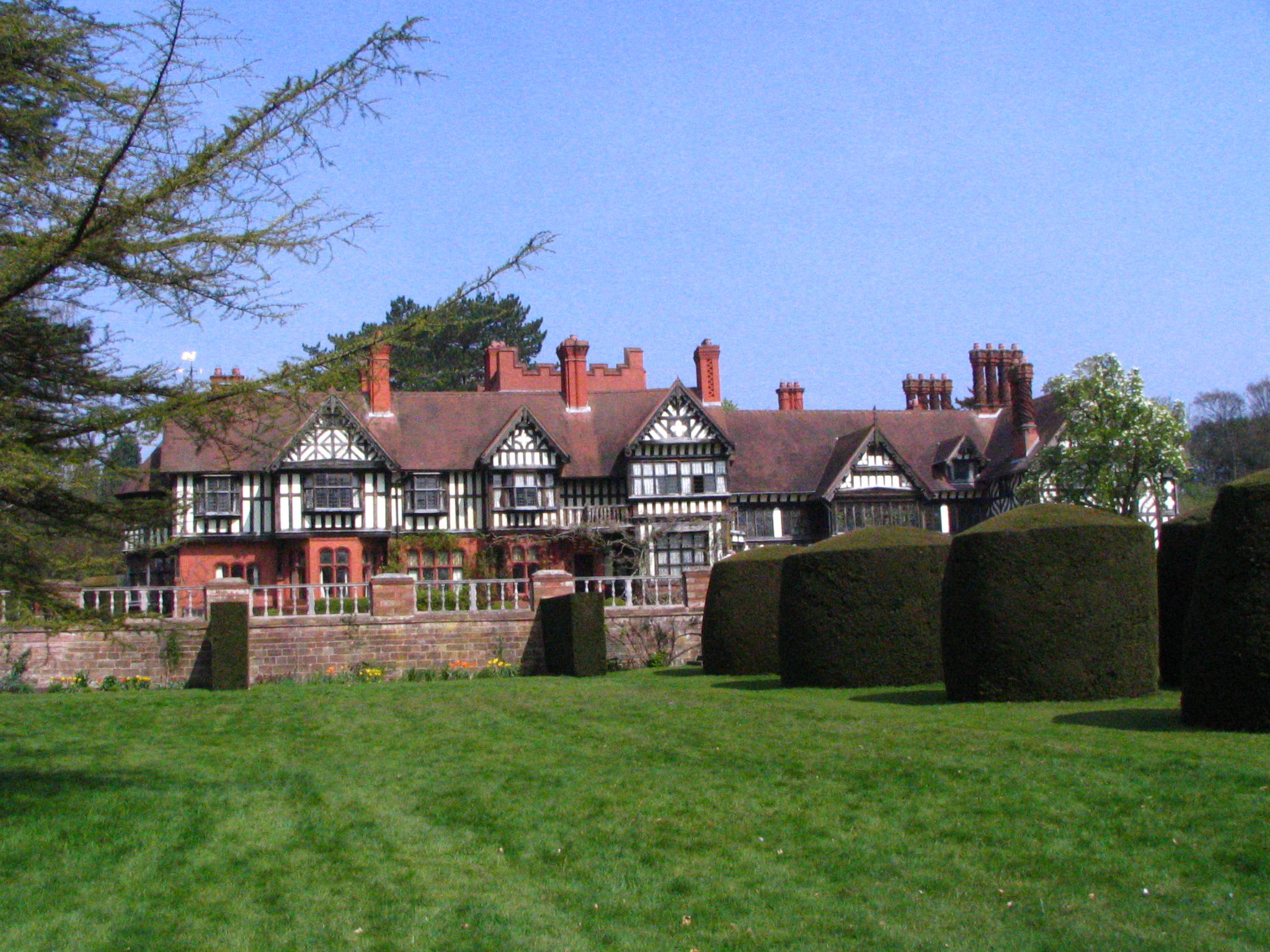
Vista geral do Wightwick Manor.

Wightwick Manor (pronunciado "Wittick") é um solar inglês da Era Vitoriana localizado em Wightwick Bank, Wolverhampton, no Midlands Ocidental. É um dos poucos exemplos sobreviventes de casa construída e mobilada sob a influência do movimento Arts and Crafts.
O edifício recebeu o estatuto de listed building classifcado com o Grau I no dia 29 de Julho de 1950. Está situado mesmo ao lado da estrada A454, que liga Wolverhampton a Bridgnorth, aproximadamente três milhas a oeste do centro da cidade.

## História
Wightwick Manor foi construído por Theodore Mander, da família Mander, cujos membros foram bem sucedidos industriais do século XIX na região, e pela sua esposa, Flora, filha de Henry Nicholas Paint, Membro do Parlamento no Canadá. O edifício foi desenhado por Edward Ould, de Liverpool, em duas fases; a primeira foi concluida em 1887 e a casa foi ampliada com a ala do Great Parlour em 1893.
Esta casa de família retrata a vida durante a Era Vitoriana e é um notável exemplo da influência de William Morris, com papéis de parede e  tecidos originais de Morris, azulejos de De Morgan, vidros de Kempe e obras de arte da Irmandade Pré-Rafaelita.
O Wightwick Manor possui esplêndidos jardins vitorianos e os edifícios exteriores albergam estábulos, uma loja de cerâmica feita à mão, uma oficina estúdio e uma livraria de antiquário.
O palácio foi oferecido ao National Trust por Sir Geoffrey Mander sob o Country Houses Scheme, em 1937. Descendentes da família mantêm salas no solar.

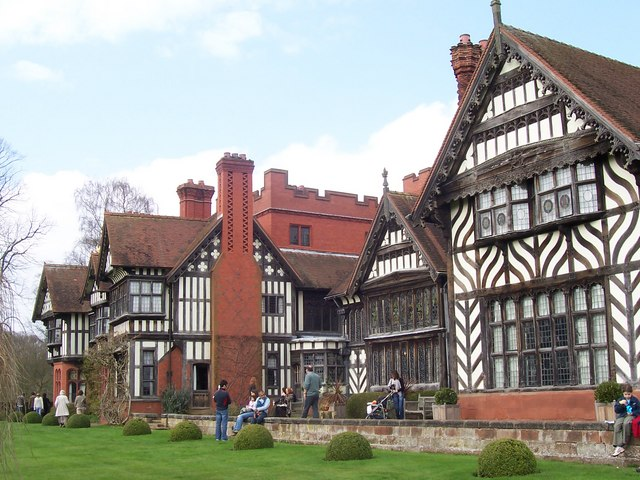
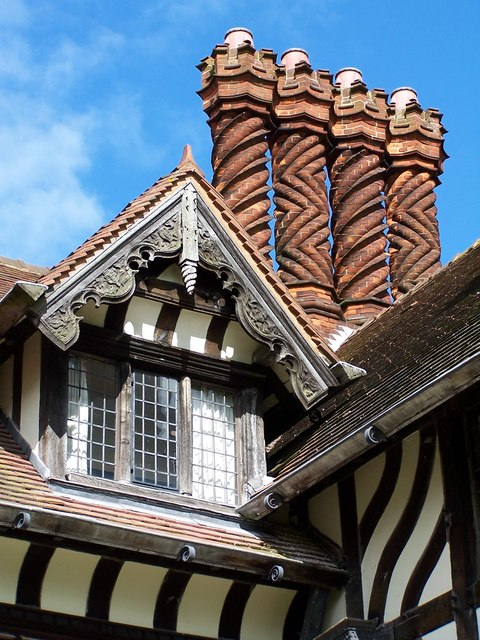
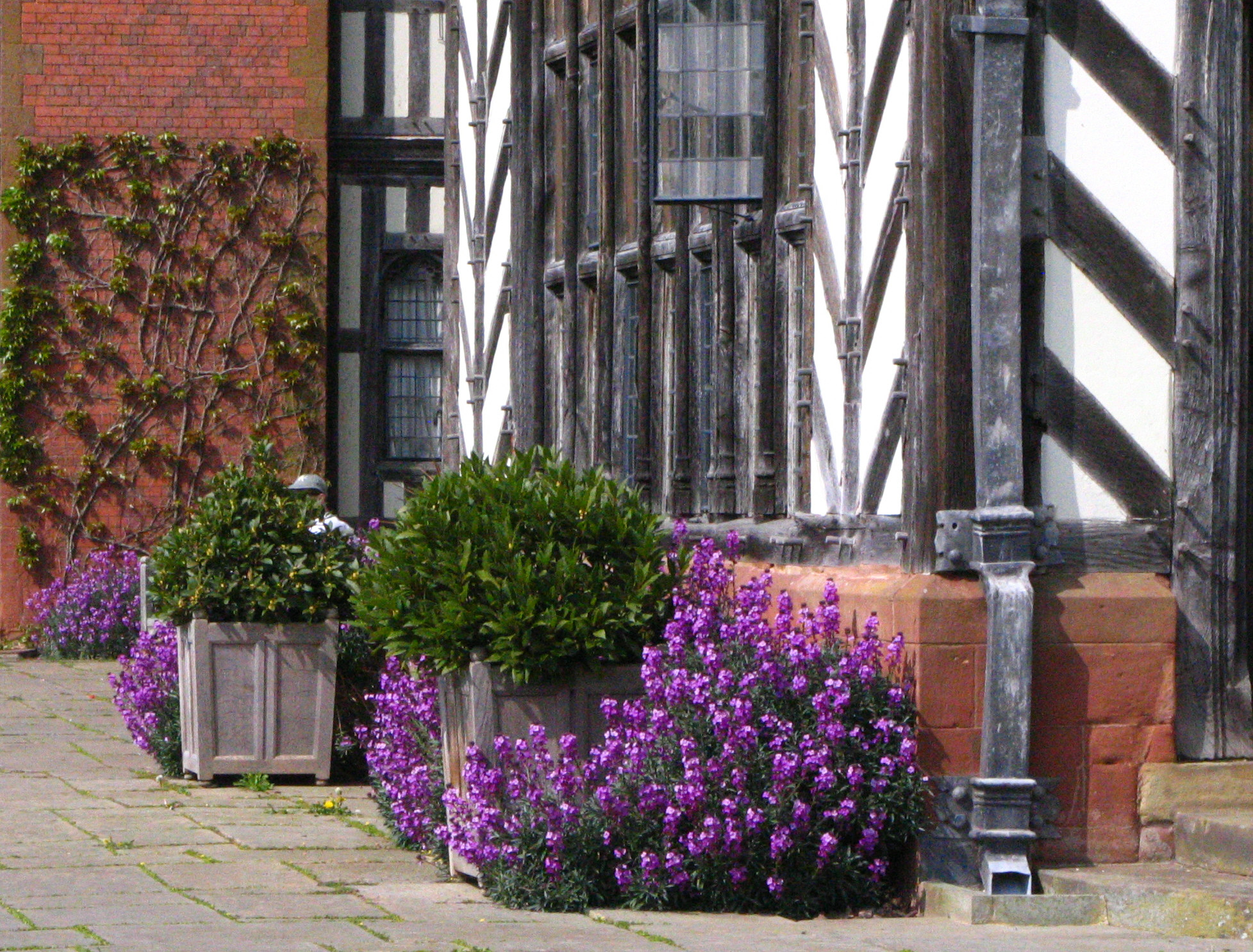
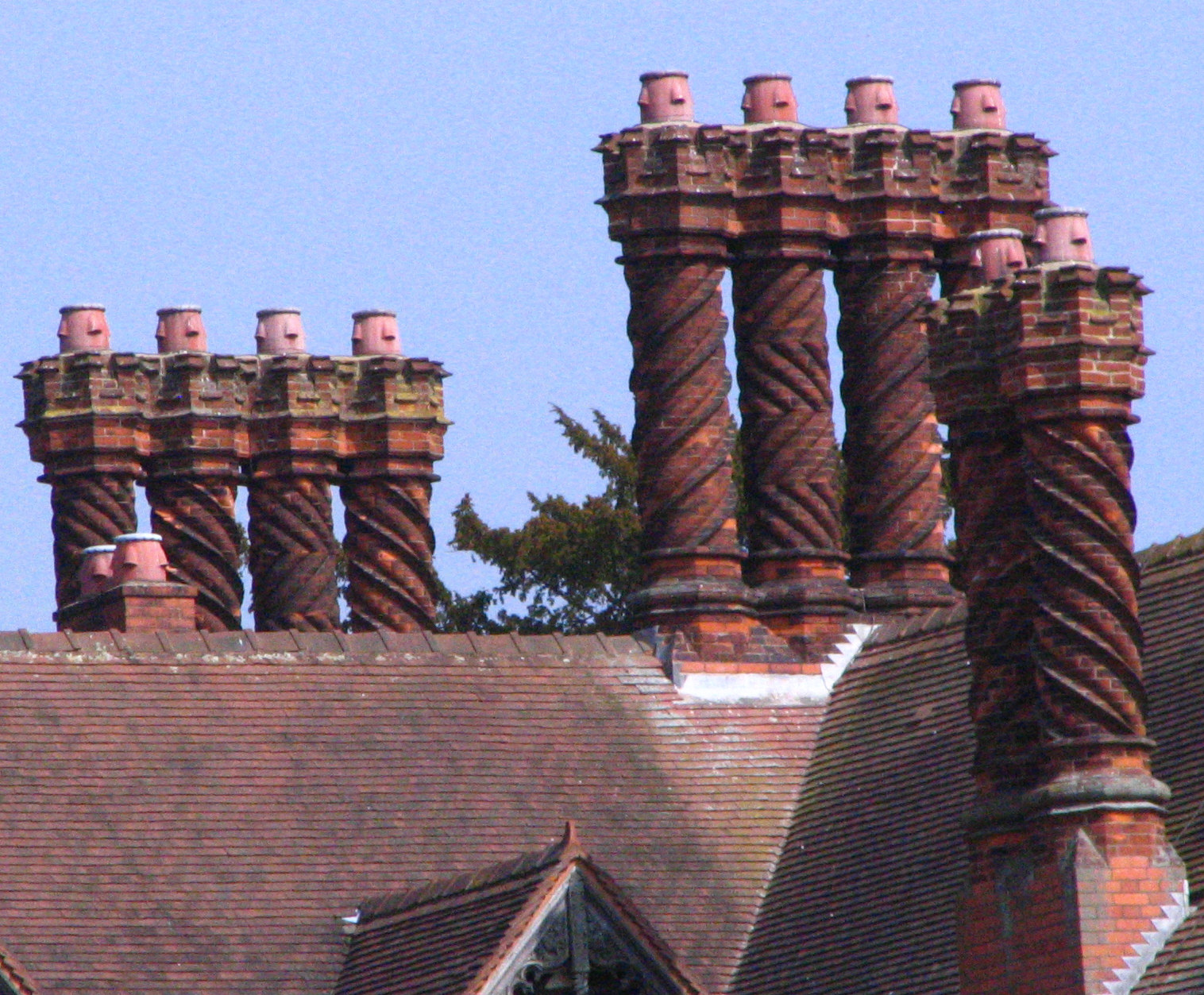
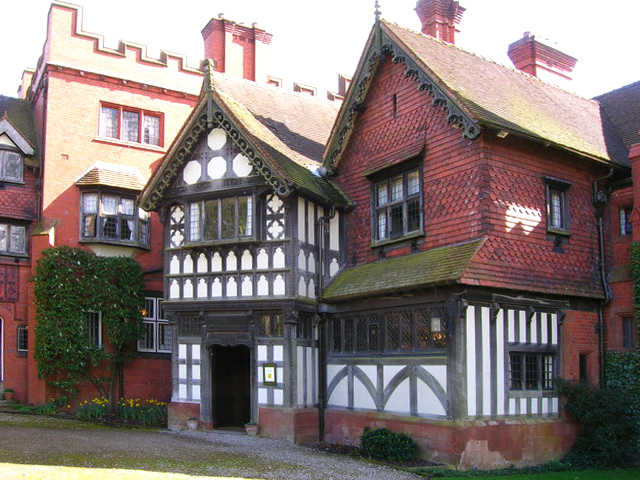